# Pinechas
Pinechas (Hebreeuws: פִּינְחָס, pînəḥās, meestal beschouwd als een Egyptische naam: p3 nḥśj, "die met een donkere huid", "de Nubiër") was volgens de Hebreeuwse Bijbel een naam van drie Levieten.

## Hogepriester
Pinechas was de derde hogepriester van de Israëlieten, zoon van Eleazar, die hij ook opvolgde (Jozua 24:33) en kleinzoon van Aäron. Zijn grootvader van moeders kant heette Putiël (Exodus 6:25), die in rabbijnse literatuur werd geïdentificeerd als Jetro, de schoonvader van Mozes, maar waarvan soms ook wordt gesuggereerd dat de naam een gehebreïseerde versie is van Potifera, de schoonvader van Jozef (Genesis 41:45).
Pinechas is vooral bekend geworden door het voorval bij Peor, waarbij hij in zijn ijver tegen aanbidding van Baäl van de Peor en relaties tussen Israëlieten en Moabieten eigenhandig een Israëlitische man en een Midjanitische vrouw executeerde. Deze actie maakte dat God de plaag beëindigde die hij had veroorzaakt uit misnoegen over de huwelijken tussen de Israëlieten en Moabieten (Numeri 25:1-15).
In latere Joodse tradities beroept men zich nogal eens op het voorbeeld van Pinechas als het gaat om radicale afwijzing van niet-Joodse godsdiensten en/of gebruiken. Een voorbeeld hiervan is de vergelijking van de wijze waarop Mattathias de Makkabese opstand ontketende, die wordt vergeleken met het optreden van Pinechas (1 Makkabeeën 2:26).

### Historische reconstructie
Pinechas krijgt duidelijk meer nadruk dan zijn vader Eleazar. Om deze reden wordt aangenomen dat hij in de traditie de oudere figuur is en dat er een specifieke priesterlijke dynastie achter hem stond. De veronderstelde lokale banden in Jozua 24:33 en Rechters 20:28 blijken echter literaire constructies te zijn. Toen de priesterlijke genealogie van de Aäronieten werd hervormd, werd Pinechas alleen opgenomen als de naam van Pinechas, de zoon van Eli. Met zijn ijverdaad kreeg hij toen een sterk inhoudelijke nadruk, wat hem tot een waarlijk Levitische (want ijverige) hogepriester maakte.

## Zoon van Eli
Pinechas was een van de zonen van Eli (1 Samuel 1:3). Hij en zijn oudere broer Chofni "waren een stel afpersers ... en maakten misbruik van de rechten die aan het priesterambt verbonden zijn" (1 Samuel 2:12-13). Eli vermaande hen wel, maar trad niet krachtig op (1 Samuel 2:22-25). Om die reden profeteerde een (onbekende) "godsman" dat Chofni en Pinechas op één dag zouden sterven en het hogepriesterschap van het huis van Eli zou worden afgenomen (1 Samuel 2:27-36). Chofni en Pinechas sneuvelden niet lang daarna in een slag met de Filistijnen (1 Samuel 4:11). Toen een bode het bericht over hun dood en het verlies van de ark van het verbond kwam vertellen aan Eli, viel hij achterover en brak zijn nek (1 Samuel 4:12-18). Op de dag van Pinechas' dood baarde zijn vrouw zijn zoon Ikabod en stierf na de geboorte (1 Samuel 4:19-21). Een andere zoon van Pinechas, Ahitub, zette de hogepriesterlijke lijn voort (1 Samuel 14:3).

## Vader van Eleazar
Pinechas is ook de naam van de vader van Eleazar, die de Israëlieten in Jeruzalem meehielp bij de inventaris van de tempelschatten, na de terugkeer uit hun Babylonische ballingschap (Ezra 8:33).